# 20. People’s Choice Awards-gála
A 20. People’s Choice Awards-gála az 1993-as év legjobb filmes, televíziós és zenés alakításait értékelte. A díjátadót 1994. március 8-án tartották a kaliforniai Universal Studios Hollywoodban, a műsor házigazdája Paul Reiser volt. A ceremóniát a CBS televízióadó közvetítette.

## Győztesek és jelöltek
Forrás:
| Az év új tévévígjátéka                               | Az év női előadója                     |
| ---------------------------------------------------- | -------------------------------------- |
| - Frasier – A dumagép - Grace Under Fire             | - Reba McEntire                        |
| Az év vígjátéka                                      | Az év rockegyüttese                    |
| - Mrs. Doubtfire – Apa csak egy van                  | - Aerosmith                            |
| Az év férfi tévés sztárja                            | Az év férfi előadója                   |
| - Tim Allen - Házi barkács                           | - Garth Brooks                         |
| Az év női előadója új tévéműsorban                   | Az év női tévés sztárja                |
| - Brett Butler - Grace Under Fire                    | - Roseanne Barr - Roseanne             |
| Az év női vígjáték-sztárja                           | Az év vígjátékműsora                   |
| - Whoopi Goldberg - Made in America                  | - Házi barkács                         |
| Az év drámaműsora                                    | Az év drámai színésze                  |
| - New York rendőrei                                  | - Tom Cruise - A cég                   |
| Az év drámája                                        | Az év férfi előadója új tévéműsorban   |
| - A cég                                              | - Kelsey Grammer - Frasier – A dumagép |
| Az év férfi vígjáték-sztárja                         | Az év drámai színésznője               |
| - Robin Williams - Mrs. Doubtfire – Apa csak egy van | - Julia Roberts - A pelikán ügyirat    |
| Az év filmje                                         | Az év új drámaműsora                   |
| - Jurassic Park                                      | - New York rendőrei                    |

## Fordítás
- Ez a szócikk részben vagy egészben  a(z)   20th People's Choice Awards című angol Wikipédia-szócikk fordításán alapul.  Az eredeti cikk szerkesztőit annak laptörténete sorolja fel. Ez a jelzés csupán a megfogalmazás eredetét és a szerzői jogokat jelzi, nem szolgál a cikkben szereplő információk forrásmegjelöléseként.